# Battaglia del Mare delle Filippine
La battaglia del mare delle Filippine (battaglia delle Marianne) fu una battaglia aeronavale della guerra del Pacifico durante la seconda guerra mondiale combattuta tra US Navy e la Marina imperiale giapponese tra il 19 e il 20 giugno 1944 al largo delle isole Marianne. L'azione fu un disastro per la forza giapponese che perse quasi tutti i suoi aerei imbarcati su portaerei e un terzo delle portaerei impegnate nella battaglia. Successivamente a questo combattimento la forza di portaerei della marina giapponese non fu più militarmente efficace.

## Operazione A
Nel settembre 1943 il quartier generale della Marina Imperiale giapponese decise che era il momento giusto per riprendere l'offensiva nel Pacifico. Le perdite della battaglia delle Midway erano state in gran parte rimpiazzate, anche in termini di numero di portaerei e, poiché gli Stati Uniti stavano attaccando le isole in possesso dei giapponesi nella loro campagna di "avanzamento a balzi", l'inferiorità in aeroplani imbarcati poteva essere controbilanciata con l'aggiunta delle forze aeree con base a terra. Il risultato fu l'Operazione A-Go, che avrebbe dovuto aver luogo all'inizio del 1944, attaccando la Flotta USA del Pacifico mentre questa avrebbe lanciato la sua nuova grande offensiva. Il 3 maggio gli ordini per A-Go furono inviati e l'attesa iniziò.
L'11 giugno le forze USA imbarcate su portaerei iniziarono una serie di piccoli attacchi sulle Marianne, convincendo l'ammiraglio Soemu Toyoda, comandante in capo della Flotta combinata, che gli USA si stavano preparando all'invasione. Questa fu una sorpresa dato che si aspettavano che il successivo bersaglio degli USA sarebbe stato più a sud (o le Isole Caroline o l'arcipelago di Palau) e pertanto le Marianne erano protette da una debole forza di soli 50 aerei.
Il 15 giugno 1944 gli USA iniziarono gli sbarchi su Saipan e Toyoda diede l'ordine di attacco. La porzione principale della flotta, consistente di sei portaerei e di numerose navi da battaglia si incontrò il 16 nella parte occidentale del Mare delle Filippine, completando i rifornimenti di carburante il 17 giugno successivo.

## Risposta USA
Le forze giapponesi vennero avvistate il 15 giugno dai sottomarini statunitensi e il giorno successivo l'ammiraglio Raymond Spruance, comandante della 5ª Flotta USA, si convinse che una grande battaglia era imminente. Per il pomeriggio del 18 giugno la Task Force 58 (la Fast Carrier Task Force) venne radunata nelle vicinanze di Saipan per incontrare l'attacco giapponese.
La TF 58, al comando dell'ammiraglio di divisione Marc Mitscher, consisteva di cinque gruppi principali. All'avanguardia (a occidente) si trovava il Task Group 58.7 (TG 58.7) dell'ammiraglio Willis Lee, la Linea di Battaglia, consistente di sette navi da battaglia veloci. A nord di queste c'era il gruppo di portaerei più deboli, il Task Group 58.4, al comando del contrammiraglio William Harrill composto da tre portaerei. A est si trovavano tre gruppi di quattro portaerei ciascuno allineati da nord a sud: il Task Group 58.1 del contrammiraglio Joseph Clark, il Task Group 58.2 del contrammiraglio Alfred Montgomery e il Task Group 58.3 del contrammiraglio John Reeves.
Poco prima della mezzanotte del 18, l'ammiraglio Chester Nimitz inviò a Spruance un messaggio dal quartier generale della Flotta del Pacifico, indicando che l'ammiraglia giapponese si trovava approssimativamente 560 km a ovest-sud-ovest della Task Force 58. Poco dopo Mitscher chiese il permesso per dirigersi a occidente durante la notte, in una posizione ideale per un attacco all'alba contro le forze nemiche. Comunque Spruance rifiutò. Durante i preparativi della battaglia, era preoccupato che i giapponesi attirassero la sua flotta principale lontano dalle zone di sbarco, usando una forza di diversione, attaccando poi ai fianchi la forza di portaerei statunitensi, andando infine a colpire le forze di invasione al largo di Saipan. Decise quindi di piazzare la TF 58 in una posizione difensiva lasciando che i giapponesi decidessero il ritmo della battaglia.
Dopo la battaglia, e ancora oggi, il comportamento prudente di Spruance venne duramente criticato da molti ufficiali, ma è istruttivo confrontare la sua cautela con l'impetuoso inseguimento di una forza diversiva di portaerei giapponesi dell'ammiraglio William Halsey alla battaglia del golfo di Leyte, decisione che rischiò di compromettere la vittoria alleata nella battaglia.

## Prime azioni 19 giugno

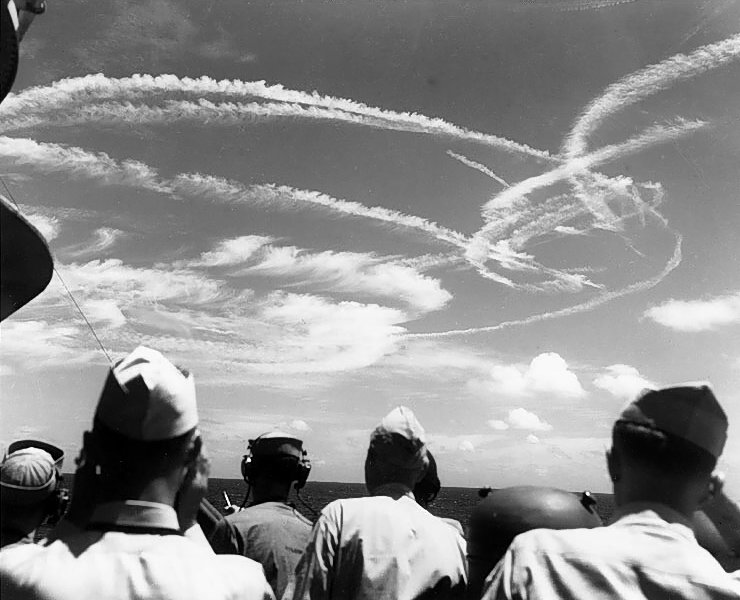
Tracce dei caccia segnano il cielo sopra la Task Force 58, 19 giugno 1944

Alle 05:30 il TF 58 si diresse controvento verso nord-est e iniziò a lanciare pattuglie aeree. Circa allo stesso tempo diversi dei 50 aerei di Guam iniziarono missioni di ricerca. Alle 05:50 uno di questi, un Mitsubishi Zero scoprì il TF 58. Dopo aver trasmesso via radio la sua posizione, attaccò uno dei cacciatorpediniere in missione di sorveglianza e fu abbattuto.
Nel giro di un'ora il resto delle forze di Guam venne inviato all'attacco. Furono avvistate sul radar e un gruppo di Grumman F6F Hellcat della Belleau Wood venne inviato a investigare. Questi arrivarono mentre l'attacco veniva ancora lanciato dall'aeroporto di Orote. Nel giro di pochi minuti vennero avvistati contatti radar aggiuntivi, che si rivelarono essere forze aggiuntive lanciate verso nord da altre isole. Scoppiò una grande battaglia, 35 aerei giapponesi vennero abbattuti e la battaglia era ancora in corso un'ora dopo, quando gli Hellcats furono richiamati alla portaerei.

## Raid giapponesi

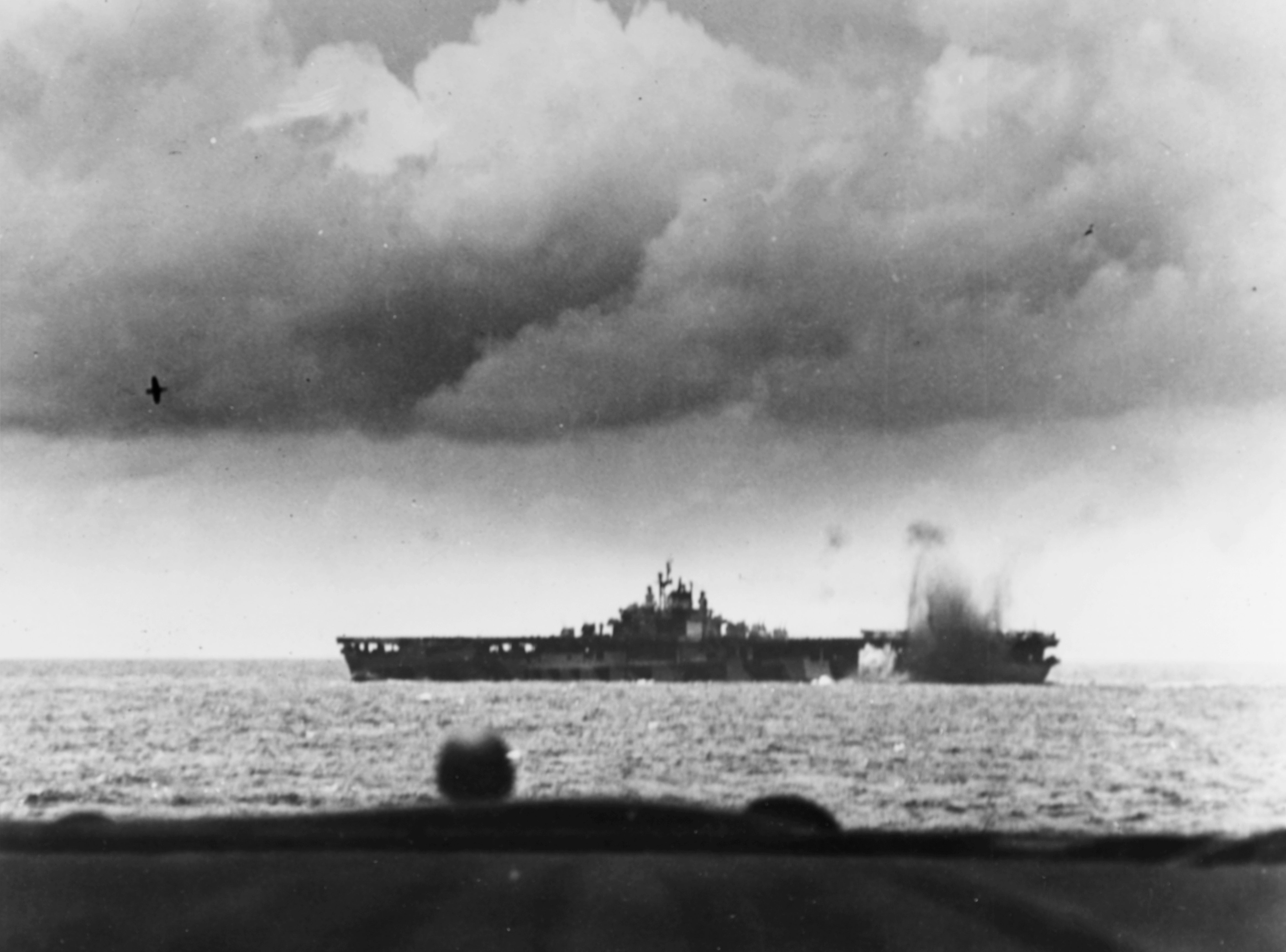
La Bunker Hill viene quasi colpita da una bomba giapponese durante gli attacchi aerei del 19 giugno 1944

L'ordine di richiamo era stato dato dopo che, verso le 10:00, diverse navi della TF 58 avevano rilevato contatti radar a 240 km a occidente. Questo fu il primo dei raid lanciati dalle portaerei giapponesi, composto da circa 68 aerei. Il TF 58 iniziò a lanciare tutti gli aerei che poteva mentre i giapponesi erano in volo ed erano arrivati a 110 chilometri dalle navi statunitensi. I piloti giapponesi commisero un errore fatale iniziando a girare in cerchio per raggruppare le formazioni per l'attacco, accumulando un ritardo che consentì al primo gruppo di Hellcats di affrontare gli aerei giapponesi alle 10:36, mentre si trovavano distanti dal loro obiettivo. Nel giro di pochi minuti 25 aeroplani giapponesi furono abbattuti al costo di un solo aereo statunitense.
Gli aerei giapponesi sopravvissuti furono affrontati da altri caccia e altri 16 furono abbattuti. Dei rimanenti alcuni eseguirono attacchi contro i cacciatorpediniere di pattuglia Yarnall e Stockham, senza causare alcun danno. Tre o quattro bombardieri raggiunsero il gruppo delle navi da battaglia e uno colpì direttamente la South Dakota (BB-57) causando molte vittime, ma senza comprometterne la capacità operativa. Nessun aereo della prima ondata di Ozawa riuscì a giungere fino alle portaerei statunitensi.
Alle 11:07 il radar rilevò un altro e più consistente attacco. Questa seconda ondata era composta da 109 aerei. Furono affrontati a 100 chilometri di distanza e non meno di 70 furono abbattuti prima di raggiungere le navi. Sei attaccarono il gruppo del contrammiraglio Montgomery cogliendo dei "quasi centri" che causarono morti su due portaerei. Quattro dei sei bombardieri furono abbattuti. Un piccolo gruppo di aerosiluranti attaccò la portaerei Enterprise, lanciando un siluro che esplose nella scia della nave. Tre altri aerosiluranti attaccarono la portaerei leggera Princeton, ma furono tutti abbattuti. In totale 97 dei 107 aerei attaccanti furono abbattuti.
La terza ondata, consistente di 47 aerei, arrivò da nord. Venne intercettata da 40 caccia alle 13:00 a circa 90 chilometri dalla task force. Sette aerei giapponesi vennero abbattuti. Alcuni riuscirono a passare e portarono un attacco inefficace contro il gruppo dell'Enterprise. Molti altri non spinsero fino in fondo l'attacco. Quest'ondata soffrì meno perdite delle altre e 40 aerei riuscirono a tornare alle loro portaerei.
La quarta ondata venne lanciata tra le 11:00 e le 11:30 ma aveva ricevuto dati errati riguardo alla posizione del gruppo statunitense e non riuscì a trovare la flotta. Si divise in due gruppi che tornarono a Guam e Rota per rifornirsi. Un gruppo di aerei, volando verso Rota, si imbatté nel task group dell'ammiraglio Montgomery. Diciotto velivoli diedero battaglia ai caccia statunitensi che ne abbatterono nove. Sempre riguardo alle forze aeree giapponesi dirette verso Rota, un gruppo più piccolo, composto da nove bombardieri in picchiata, evitò i caccia statunitensi e attaccò la Wasp e la Bunker Hill, senza risultati. Otto di questi aerei furono abbattuti nel corso dell'attacco. Il gruppo principale di aerei giapponesi, che invece era diretto verso Guam, venne intercettato durante l'atterraggio all'aeroporto di Orote da 27 Hellcat. Trenta dei quaranta aerei giapponesi vennero abbattuti e i rimanenti vennero danneggiati senza speranza.

## Attacchi sottomarini
Alle 08:16 il sottomarino statunitense Albacore avvistò il gruppo di portaerei di Ozawa e iniziò un attacco alla portaerei più vicina, che risultò essere la Taiho, nave ammiraglia di Ozawa. Nel momento in cui stava per lanciare, la sua centrale di controllo del fuoco fallì, e i siluri vennero lanciati "a occhio". Quattro dei sei siluri mancarono il bersaglio. La Taiho aveva appena lanciato 42 aerei come parte della seconda ondata e Sakio Komatsu, pilota di uno di quegli aerei, avvistò uno dei due siluri che invece erano diretti verso la portaerei e lo fermò colpendolo con il suo aeroplano, ma l'ultimo siluro colpì la portaerei a dritta, vicino ai serbatoi del carburante degli aerei. Inizialmente il danno non apparve serio.
Un altro sottomarino, il Cavalla, riuscì a portarsi in posizione d'attacco contro la Shokaku (della classe omonima) circa verso mezzogiorno. Tre siluri colpirono la Shokaku, incendiandola. Alle 15:00 il fuoco raggiunse il magazzino delle bombe, facendo esplodere la nave.
Nel frattempo la Taiho cadeva vittima di un negligente controllo danni. Per ordine di un ufficiale poco esperto, il suo sistema di ventilazione venne fatto funzionare a piena potenza nel tentativo di evacuare i vapori esplosivi dalla nave. Questo invece diffuse i vapori in tutta la Taiho e alle 17:32 questa esplose e affondò.

## Contrattacco statunitense

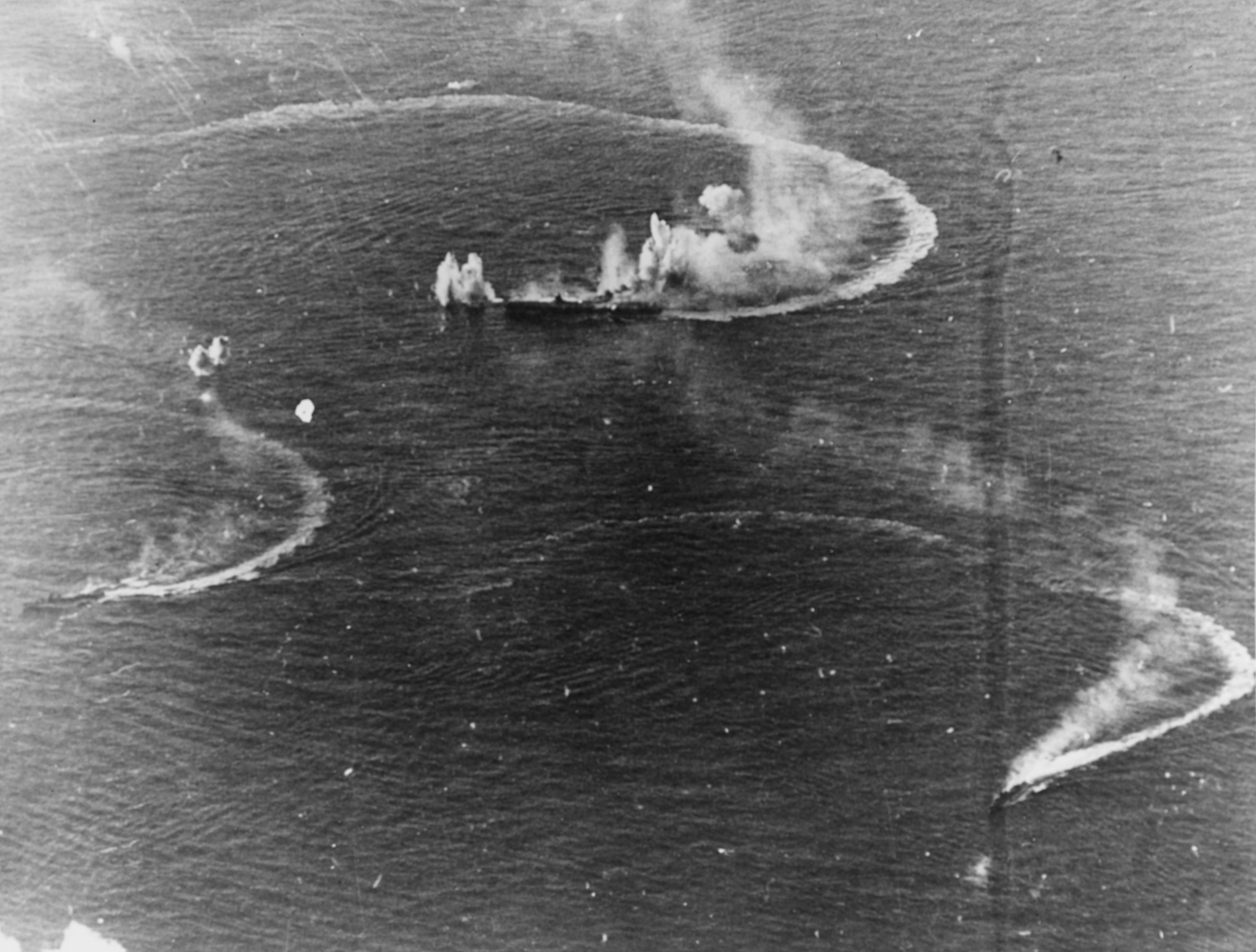
La portaerei Zuikaku (al centro) e due cacciatorpediniere sotto attacco da aerei della Task Force 58, 20 giugno 1944

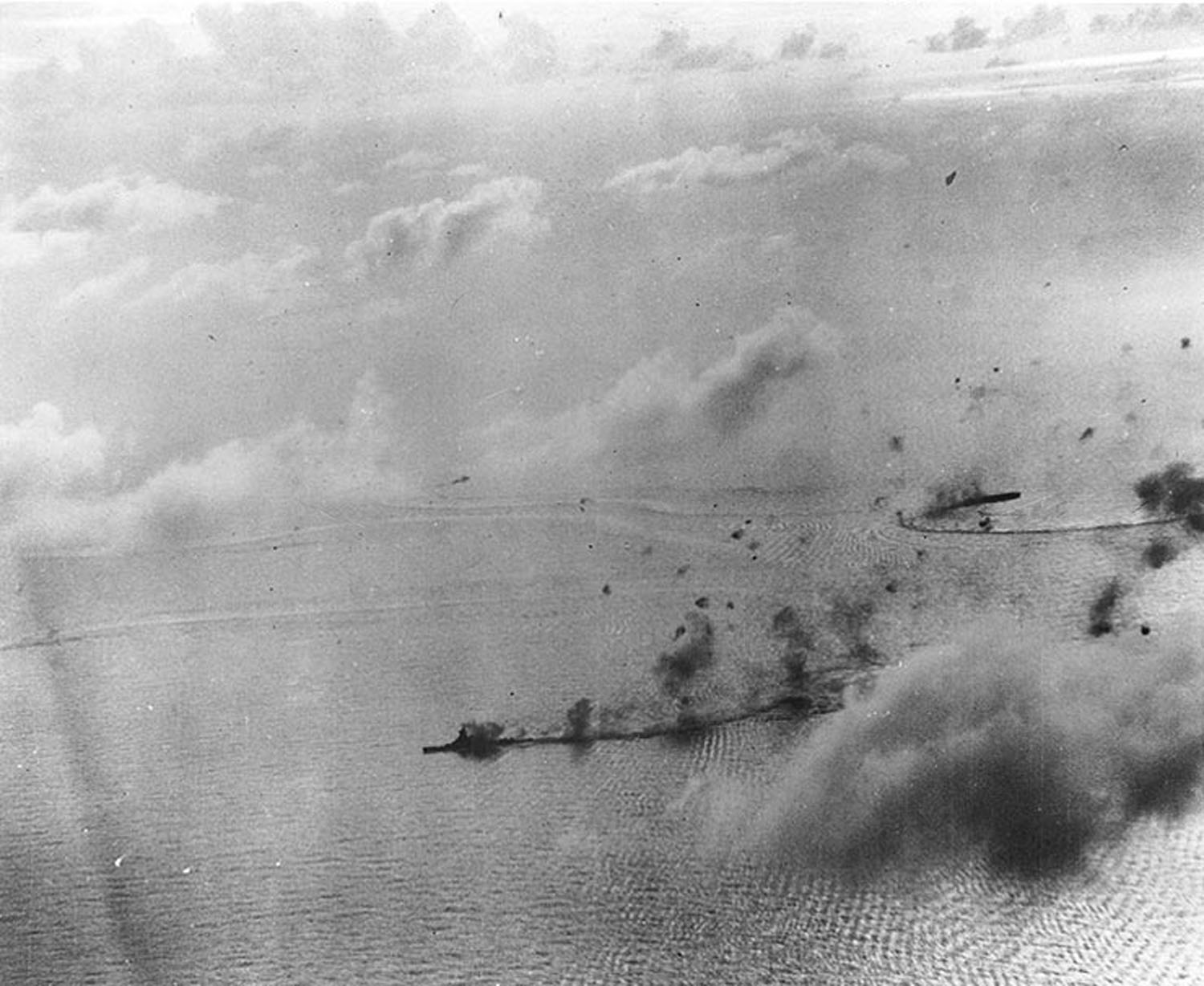
L'avanguardia giapponese sotto attacco da aerei della Task Force 58, nel tardo pomeriggio del 20 giugno 1944. L'incrociatore pesante che gira in cerchio a destra vicino all'obbiettivo è il Maya o il Chokai. Più lontano la piccola portaerei giapponese Chiyoda.

Nella notte La TF 58 navigò verso occidente per attaccare i giapponesi all'alba. Pattuglie di ricerca vennero inviate con le prime luci.
Dopo che la Taiho  era stata colpita Ozawa si era trasferito al cacciatorpediniere Wakatsuki, ma l'equipaggiamento radio di bordo non era capace di trasmettere la quantità di messaggi di cui necessitava, quindi alle 13:00 si trasferì ancora una volta sulla Zuikaku. Fu allora che apprese delle disastrose missioni del giorno prima e che gli restavano solo 100 aerei o meno. Nonostante ciò decise di continuare gli attacchi pensando che c'erano centinaia di aeroplani su Guam e Rota e iniziò a pianificare nuovi attacchi da lanciare il 21.
Le ricerche americane non riuscirono a rintracciare la flotta giapponese fino alle 15:40, comunque il rapporto era stato così confuso che Mitscher non sapeva cosa era stato avvistato o dove. Alle 16:05 ricevette un nuovo, più chiaro, rapporto e decise di lanciare un attacco a piena forza sebbene mancassero solo 75 minuti al tramonto. Gli aerei attaccanti (85 caccia, 77 bombardieri in picchiata e 54 aerosiluranti, in tutto 216 aerei) decollarono alle 18:30. Ozawa era stato capace di alzare solo pochi caccia come schermo, non più di 35 secondo stime successive, ma questi pochi erano decisamente pilotati da mani abili e il fuoco antiaereo giapponese fu intenso.
Le prime navi avvistate dagli statunitensi furono delle petroliere e due di queste furono così danneggiate da dover essere più tardi autoaffondate. La portaerei Hiyo fu attaccata da 4 Grumman TBF Avenger della Belleau Wood e venne colpita da almeno un siluro e successivamente affondò. Le portaerei Zuikaku, Junyo e Chiyoda vennero danneggiate da bombe, così come la corazzata veloce Haruna. Venti aerei statunitensi vennero abbattuti.
Alle 20:45 i primi aeroplani statunitensi iniziarono a tornare alla TF 58. Mitscher decise di illuminare completamente le portaerei, nonostante il rischio di attacchi da parte di sottomarini o aerei in volo notturno. I cacciatorpediniere di guardia lanciarono proiettili illuminanti per aiutare gli aeroplani a rintracciare il task group. Nonostante ciò 80 aerei in volo di ritorno andarono persi, alcuni fracassandosi sul ponte di volo, la maggior parte cadendo in mare una volta esaurito il carburante. Comunque molti degli equipaggi furono salvati nei giorni successivi.

## Fine della battaglia
Quella notte Ozawa ricevette da Toyoda l'ordine di ritirarsi dal Mare delle Filippine. Forze statunitensi lo inseguirono, ma la battaglia era terminata.
Per i quattro attacchi giapponesi furono utilizzati 373 aerei imbarcati su portaerei, dei quali 130 ritornarono alle portaerei e molti furono distrutti a bordo delle portaerei affondate il primo giorno. Dopo il secondo giorno il totale delle perdite ammontò a oltre 400 aerei imbarcati e circa 200 aerei con base a terra. Le perdite statunitensi del primo giorno furono di soli 23 aerei e di 100 il secondo (principalmente a causa degli atterraggi notturni).
Le perdite giapponesi furono irrimpiazzabili. Nella successiva battaglia del golfo di Leyte, che avvenne alcuni mesi dopo, le portaerei vennero usate solo come esca a causa della mancanza di aerei e di equipaggi per farli volare.

## Ordine di battaglia

### Forze giapponesi
| Designazione                  | Comandante | Effettivi |
| ----------------------------- | --- | --- |
| Forza Mobile                  | Viceammiraglio Jisaburō Ozawa a bordo della Taiho | La forza mobile era stata divisa in 3 forze: "Avanguardia", Forza "A" e Forza "B" |
| Avanguardia                   | Viceammiraglio Takeo Kurita a bordo della Atago e contrammiraglio Sueo Obayashi a bordo della Chitose | 3 portaerei leggere: Chitose, Chiyoda e Zuiho 4 navi da battaglia: Yamato, Musashi, Kongo, Haruna 9 incrociatori pesanti: Atago, Maya, Takao, Tone, Chikuma, Chokai, Kumano, Suzuya 1 incrociatore leggero: Noshiro 7 cacciatorpediniere |
| Forza "A"                     | Viceammiraglio Jisaburō Ozawa a bordo della Taiho | 3 portaerei di squadra: Taiho, Shokaku, Zuikaku 2 incrociatori pesanti: Myoko, Haguro 1 incrociatore leggero: Yahagi 6 cacciatorpediniere                                                                                                |
| Forza "B"                     | Contrammiraglio Takatsugu Jōjima a bordo della Junyo | 2 portaerei di squadra: Junyo, Hiyo 1 portaerei leggera: Ryuho 1 nave da battaglia: Nagato 1 incrociatore pesante: Mogami 10 cacciatorpediniere                                                                                          |
| Forze sottomarine (6ª Flotta) | Viceammiraglio Takeo Takagi sull'isola di Saipan | 24 sottomarini |
| Aviazione                     | Viceammiraglio Kakuji Kakuta sull'isola di Guam | 250 aerei stazionati nelle basi di Rota, Saipan, Tinian e Guam |
| Totale:                       | 5 portaerei di squadra, 4 portaerei leggere, 5 navi da battaglia, 12 incrociatori pesanti, 2 incrociatori leggeri, 28 cacciatorpediniere, 24 sottomarini, petroliere di supporto 680 aerei (di cui 250 con base a terra) | 5 portaerei di squadra, 4 portaerei leggere, 5 navi da battaglia, 12 incrociatori pesanti, 2 incrociatori leggeri, 28 cacciatorpediniere, 24 sottomarini, petroliere di supporto 680 aerei (di cui 250 con base a terra)                 |

### Forze statunitensi
| Designazione                 | Comandante | Effettivi |
| ---------------------------- | --- | --- |
| Flotta del Pacifico          | Ammiraglio Chester Nimitz | |
| Quinta Flotta                | Ammiraglio Raymond Spruance a bordo della Indianapolis                                                                                                   | Task Force 51 (TF 51) (Forze di spedizione congiunte) Task Force 58 (TF 58) (Forze aeronavali rapide) |
| TF 58                        | Viceammiraglio Marc Mitscher a bordo della Lexington | la TF 58 era divisa in 4 Task Groups (TG) più la linea di battaglia del viceammiraglio Willis Lee |
| TG 58.1                      | Contrammiraglio Joseph Clark a bordo della Hornet | 2 portaerei di squadra: Hornet, Yorktown 2 portaerei leggere: Belleau Wood e Bataan 3 incrociatori pesanti: Boston, Baltimore e HMAS Canberra 2 incrociatori leggeri: Oakland e San Juan 14 cacciatorpediniere   |
| TG 58.2                      | Contrammiraglio Alfred Montgomery a bordo della Bunker Hill                                                                                              | 2 portaerei di squadra: Bunker Hill, Wasp 2 portaerei leggere: Cabot, Monterey 3 incrociatori leggeri: Santa Fe, Mobile e Biloxi 15 cacciatorpediniere                                                           |
| TG 58.3                      | Contrammiraglio John Reeves a bordo della Enterprise | 2 portaerei di squadra: Enterprise, Lexington 2 portaerei leggere: San Jacinto, Princeton 1 incrociatore pesante: Indianapolis 3 Incrociatori leggeri: Montpellier, Cleveland e Birmingham 13 cacciatorpediniere |
| TG 58.4                      | Contrammiraglio William Harrill a bordo della Essex | 1 portaerei di squadra: Essex 2 portaerei leggere: Langley e Cowpens 3 incrociatori leggeri: Vincennes, Miami e Houston 14 cacciatorpediniere                                                                    |
| TG 58.7 (linea di battaglia) | Viceammiraglio Willis Lee a bordo della Washington | 7 navi da battaglia: Washington, North Carolina, Indiana, Iowa, New Jersey, South Dakota e Alabama 4 incrociatori pesanti: Minneapolis, San Francisco, New Orleans e Wichita 14 cacciatorpediniere               |
| Totale:                      | 7 portaerei di squadra, 8 portaerei leggere, 7 navi da battaglia, 8 incrociatori pesanti, 12 incrociatori leggeri, 67 cacciatorpediniere, 22 sottomarini | 7 portaerei di squadra, 8 portaerei leggere, 7 navi da battaglia, 8 incrociatori pesanti, 12 incrociatori leggeri, 67 cacciatorpediniere, 22 sottomarini                                                         |